# Acid hialuronic
Acidul hialuronic este un glicozaminoglican anionic, nesulfatat, ce intră în alcătuirea țesuturilor de tip conjunctiv, epitelial și nervos. Față de ceilalți glicozaminoglicani, acidul hialuronic se deosebește prin faptul că este nesulfatat, se formează în membrana plasmatică și nu în aparatul Golgi, și prin faptul că poate ajunge la dimensiuni moleculare foarte mari.
Fiind unul dintre componenții de bază ai matricei extracelulare, acidul hialuronic are o contribuție însemnată în procesele de proliferare și migrare celulară, și de asemenea se crede că ar fi implicat în dezvoltarea unor tumori maligne.
În corpul unei persoane cu masa de 70 kg (154 lb) se regăsesc aproximativ 15 grame de acid hialuronic, dintre care o treime este degradat și sintetizat în fiecare zi. De asemenea, acidul hialuronic este un component al capsulei extracelulare a streptococilor de grup A, și se crede că joacă un anumit rol în virulență.

## Proprietăți
Între altele, este un hidratant biologic al pielii, care atrage și reține circa 70% din greutatea sa în apă pentru o hidratare îmbunătățită.
Interesul pentru folosirea acidului hialuronic ca ingredient bioactiv în produsele de îngrijire a pielii a apărut odată cu descoperirea că volumul de acid hialuronic din epidermă scade cu vârsta. Această substanță are un rol la menținerea supleței, elasticității și tonicității epidermei.
În anii 1990, preparate cu acid hialuronic au început să fie utilizate și în oftalmologie, la tratarea sechelelor de leziuni pe cornee.

## Utilizări

### Estetica facială
În ultimul timp, un mare avânt au luat procedurile de injectare a acidului hialuronic reticulat pentru umplerea ridurilor și mărirea buzelor, așa numitele fillere. Efectul se se menține pâna la 8-16 luni în funcție de concentrație de acid hialuronic și de pielea fiecarei persoane.

### Mesoterapie
Acidul hialuronic se folosește și în mesoterapie. Acest acid hialuronic nu este reticulat și astfel persistența lui este de maximum 1 luna.

### Injectare Buze
Forma sa sintetică este utilizată în tratamente cosmetice injectabile cunoscute sub numele de injectari dermice, cu scopul principal de a augmenta buzele și de a le oferi un aspect mai tânăr și mai plin. Aceste proceduri de augmentare a buzelor pot rezolva o varietate de probleme, cum ar fi pierderea de volum datorată îmbătrânirii, asimetria buzelor sau prezența ridurilor. În plus față de metoda tradițională de injectare, există și alternative precum "pensulele hialuronice", care introduc acidul în buze fără a utiliza ace. Cu toate acestea, alegerea oricărei proceduri trebuie să fie însoțită de o evaluare corespunzătoare a riscurilor și beneficiilor, având în vedere că există posibile efecte secundare, de la roșeață și umflare temporară până la probleme mai grave cum ar fi asimetria sau infecțiile.